# Otterøy kommun
Otterøy kommun (norska: Otterøy kommune) var en kommun i Nord-Trøndelag fylke i Norge. Kommunen omfattade ett område kring ön Otterøya i den mellersta delen av nuvarande Namsos kommun.

## Administrativ historik

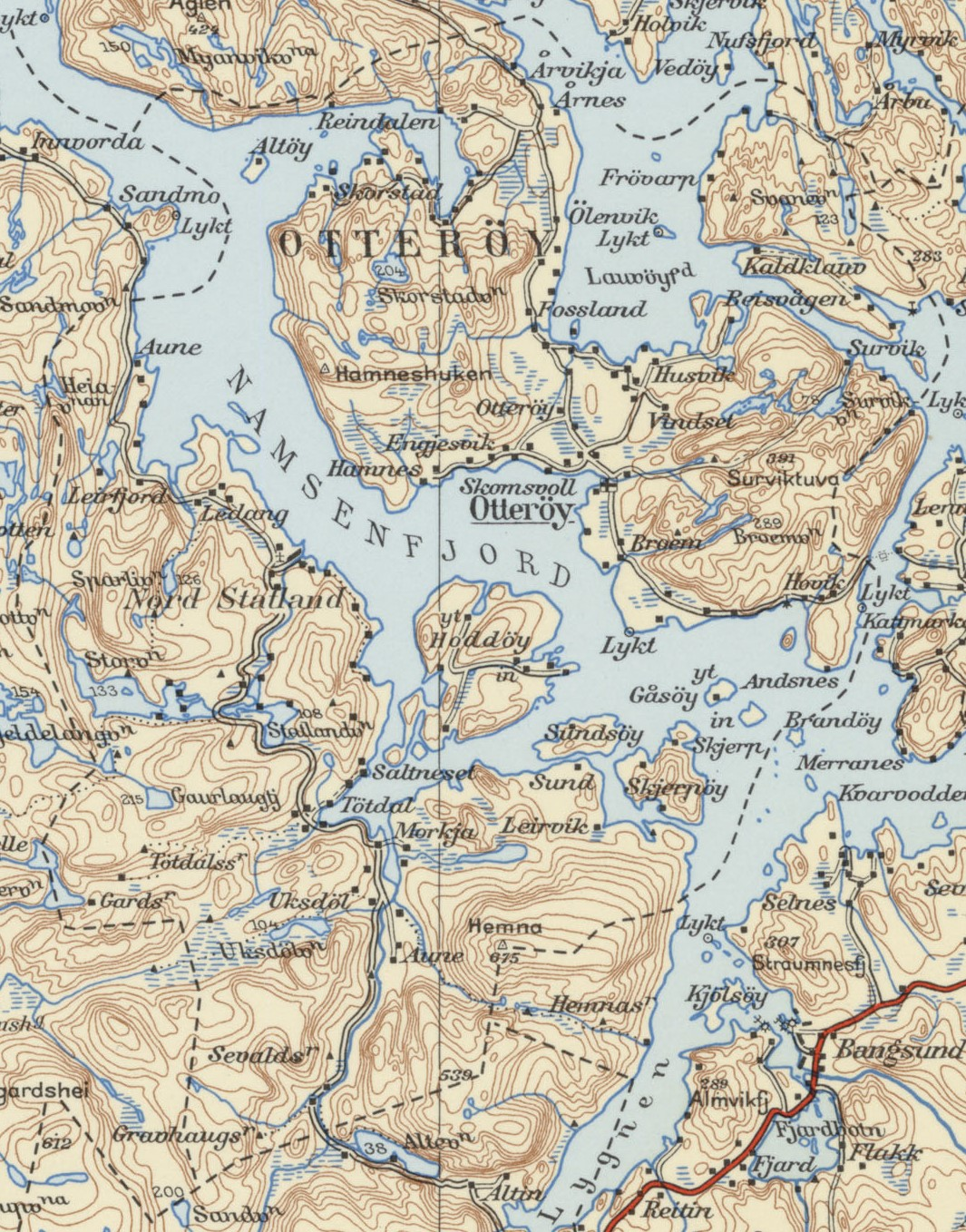
Karta över den tidigare kommunen som den såg ut 1960. Området utgör idag en del av Namsos kommun.

Otterøy kommun upprättades den 1 januari 1913 genom utbrytning ur Fosnes kommun. Kommunen hade 1 631 invånare vid upprättandet.
Den 1 januari 1964 upplöstes kommunen och delades. Den norra delen (ön Hoddøya och området på norra sidan av Namsenfjorden med 1 013 invånare) fördes, tillsammans med kommunerna Klinga och Vemundvik samt en del av Fosnes, till Namsos kommun medan den södra delen (området söder om Namsenfjorden, förutom ön Hoddøya, med 571 invånare) fördes till Namdalseids kommun (sedan den 1 januari 2020 en del av Namsos kommun). Kommunen hade vid delningen totalt 1 584 invånare.